# Museo de Covadonga
El Museo del Real Sitio de Covadonga es un museo de Bellas Artes en Covadonga, en el concejo de Cangas de Onís (Asturias, España). Fue creado en 1918 y es de titularidad privada, pertenece al capítulo del santuario de Covadonga, que depende de la archidiócesis de Oviedo. Su colección incluye diversa iconografía relacionada con el santuario, así como al reino de Asturias y sus monarcas.

## Historia
El museo ocupa las dos primeras plantas del antiguo hostal Favila, de los arquitectos Miguel Ángel García-Lomas y Urbano Manchobas, construido entre 1920 y 1931. El edificio fue concebido como un hospedaje para la gran cantidad de peregrinos que acudían a Covadonga y que no tenían donde pernoctar. Desde 1951, también acogió un seminario menor y, desde 1968, la Escalonía de Covadonga. El museo en sí se inauguró en 2001.
Tras permanecer un tiempo cerrado, en el 2018 reabrió, con motivo del programa de centenarios del Gobierno de Asturias. Durante el acto se presentaron las diecisiete pinturas de los reyes asturianos pertenecientes a la Serie Cronológica de los Reyes de España, restauradas para la ocasión y depositadas en Covadonga por parte del Museo del Prado, que es su propietario. Fue reinaugurado en diciembre de 2023, tras una renovación de su espacio y recorrido a cargo del arquitecto Román Villasana.

## Colección
El museo conserva objetos artísticos como pinturas, grabados, fotografías, tallas, piezas de orfebrería, cerámica, joyas y otros objetos de carácter religioso, que muestran la historia y transformación del santuario desde el siglo VIII, con el inicio de la monarquía asturiana, hasta la actualidad. Algunas piezas destacadas son la corona de la Virgen de Covadonga y el Niño (1918), de Félix Granda Buylla o un Cristo de marfil de estilo manierista del siglo XVI que perteneció a san Francisco de Paula. Una sala está dedicada a los retratos de los reyes asturianos de la Serie Cronológica de los Reyes de España, pertenecientes al Museo del Prado. También conserva una de las cuatro copias existentes del libro sobre la historia de Covadonga, llamado Spelunca B. Mariae de Covadonga en Asturiis Hispaniarum Montibus, editada en Bruselas en 1635.